# Pen Mar (Pennsylvanie)
Pen Mar est une census-designated place située dans le comté de Franklin, dans le Commonwealth de Pennsylvanie, aux États-Unis. Sa population s’élevait à 929 habitants lors du recensement de 2010.